# Zygmunt Szempliński

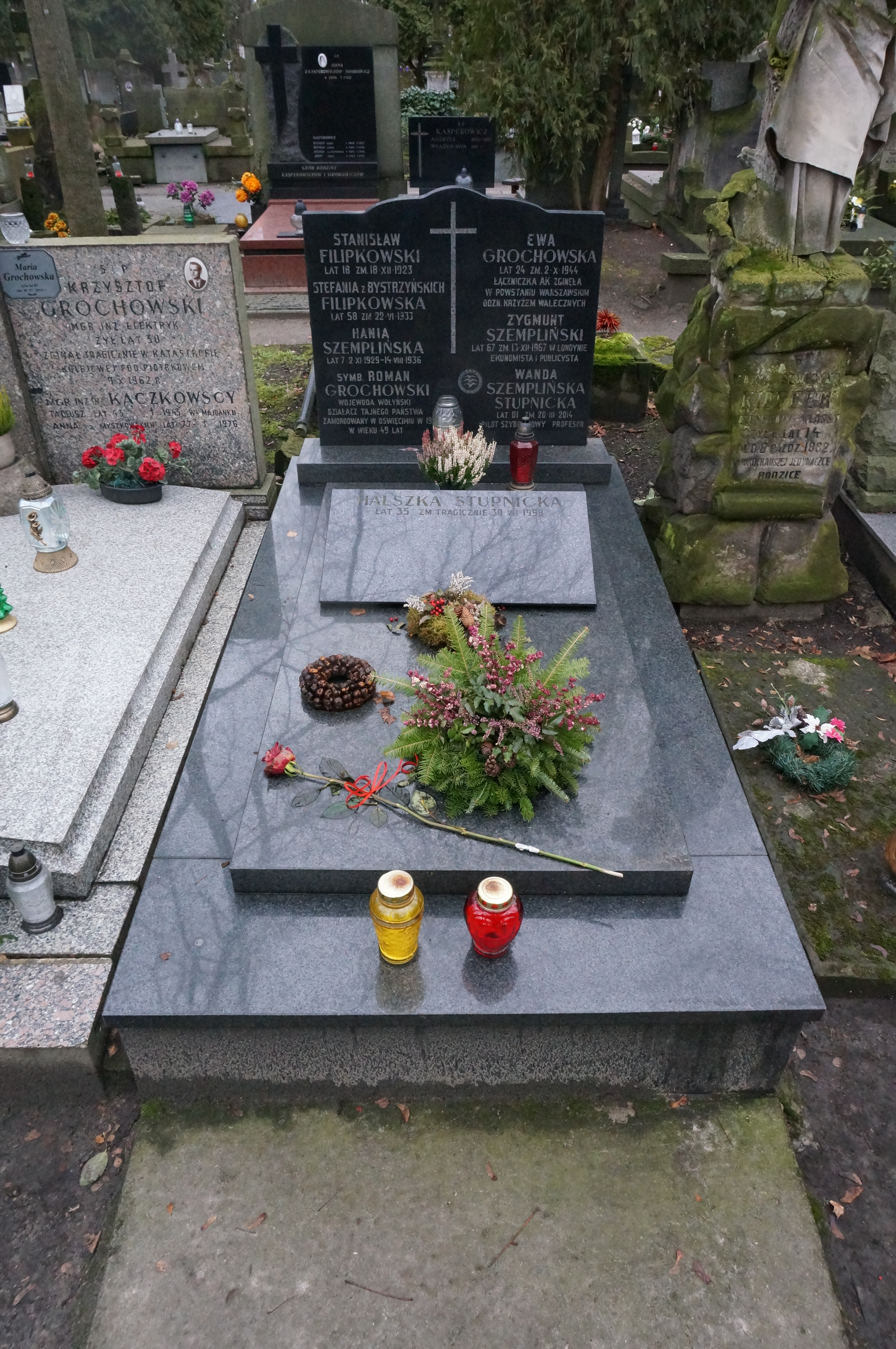
Grób Zygmunta Szemplińskiego na cmentarzu Powązkowskim

Zygmunt Szempliński (ur. 11 lutego 1900 w Andrzejówce k. Krasnego, zm. 13 grudnia 1967 w Londynie) – polski ekonomista i publicysta, sowietolog, działacz emigracyjny.

## Życiorys
Był synem Stanisława Szemplińskiego i Stanisławy Szempińskiej, z d. Prószyńskiej, uczył się gimnazjum w Niemirowie. Należał do Organizacji Postępowo-Niepodległościowej Młodzieży Polskiej na Rusi, egzamin maturalny zdał w 1918. W styczniu 1920 przyjechał do Warszawy i wstąpił do Wojska Polskiego, początkowo służył jako referent oświatowy. Od maja 1920 służył na froncie w wojnie polsko-bolszewickiej, w szeregach 21 pułku piechoty. Latem 1920 dostał się do niewoli sowieckiej, do sierpnia 1921 pracował w kopalni torfu w Morszansku, następnie powrócił do Polski.
Po powrocie z niewoli wstąpił do macierzystego pułku, z którego na początku 1923 został urlopowany, a w grudniu 1923 przeniesiony do rezerwy w stopniu podporucznika. Od 1923 do 1927 studiował na Wydziale Nauk Społecznych i Politycznych Wolnej Wszechnicy Polskiej w Warszawie, w latach 1927-1929 pracował na macierzystej uczelni jako starszy asystent na seminarium Adama Pragiera. Od 1929 był zatrudniony w Biurze Badań Stosunków Gospodarczych ZSRR, początkowo przy Centralnym Urzędzie Planowania, następnie Ministerstwie Skarbu. W latach 30. pracował na przemian w Ministerstwie Skarbu i Ministerstwie Przemysłu i Handlu. Był członkiem Klubu Gospodarki Narodowej, członkiem redakcji pisma Gospodarka Narodowa (od października 1936 do kwietnia 1937 redaktorem naczelnym tego pisma). W latach 1933–1934  wykładał politykę finansową, przemysłową i handlową ZSRR w Szkole Nauk Politycznych w Wilnie. Publikował także artykuły na temat tego kraju.
Po wybuchu II wojny światowej przedostał się do Francji, następnie do Wielkiej Brytanii, po wojnie pozostał na emigracji w Wielkiej Brytanii, był działaczem Polskiego Ruchu Wolnościowego "Niepodległość i Demokracja", m.in. wiceprzewodniczącym i następnie przewodniczącym jego Rady Naczelnej. Publikował w prasie emigracyjnej pod własnym nazwiskiem oraz pod pseudonimem Stanisław Klinga. Spoczywa na cmentarzu Powązkowskim w Warszawie (kw. 49-4-24).
Z małżeństwa z Jadwigą Filipkowską (1902-1985) miał trzy córki, Hannę (ur. 1929), Wandę (1932-2014) i Marię (1938-2001).

## Wybrane publikacje
- Prasa zawodowa w Polsce = La presse syndicale en Pologne, Warszawa: nakł. Głównego Urzędu Statystycznego 1929.
- Emigracja walczy dalej, Londyn: Biblioteka Polska 1946.
- Znaczenie zorganizowanego życia zbiorowego, Londyn: Stowarzyszenie Polskich Kombatantów 1946 (pseudonim Stanisław Klinga).
- Polskie wychodźctwo wojenne, Londyn 1947.
- Polityka gospodarcza ZSRR, Londyn: "Reduta" 1949 (pseudonim Stanisław Klinga).